# Bebe Neuwirth
Pour les articles homonymes, voir Bebe (homonymie) et Neuwirth.
Beatrice Jane Neuwirth, dite Bebe Neuwirth, est une actrice américaine, née le 31 décembre 1958 à Princeton, dans le New Jersey.

## Biographie

### Enfance
Beatrice Jane Neuwirth est née le 31 décembre 1958 à Princeton, dans le New Jersey, aux (États-Unis).

## Filmographie

### Cinéma
- 1989 : Un monde pour nous (Say Anything...) : Mrs. Evans
- 1990 : Green Card : Lauren
- 1991 : Bugsy (Bugsy) : Comtesse di Frasso
- 1992 : The Paint Job : Margaret
- 1993 : Malice : Det. Dana Harris
- 1995 : Jumanji : Tante Nora Shepherd
- 1996 : Dear Diary
- 1996 : Tous les chiens vont au paradis II (All Dogs Go to Heaven 2) : Anabelle, la déesse chienne (voix)
- 1996 : Pinocchio (The Adventures of Pinocchio) : Felinet
- 1996 : L'Associé (The Associate) : Camille
- 1998 : Celebrity de Woody Allen : Nina, the Hooker
- 1998 : The Faculty de Robert Rodriguez : Principale Valerie Drake
- 1998 : Charlie, le conte de Noël : Anabelle (voix)
- 1999 : Getting to Know You : Trix
- 1999 : Summer of Sam : Gloria
- 1999 : Liberty Heights de Barry Levinson : Ada Kurtzman
- 2000 : An Extremely Goofy Movie (vidéo) : Sylvia Marpole, the Head College Librarian (voix)
- 2002 : Séduction en mode mineur (Tadpole) : Diane Lodder
- 2002 : The Adventures of Tom Thumb & Thumbelina (vidéo) : la mère de Thumbelina (voix)
- 2003 : Comment se faire larguer en 10 leçons (How to Lose a Guy in 10 Days) : Lana Jong
- 2003 : Le Divorce : Julia Manchevering
- 2004 : La Grande Arnaque (The Big Bounce) : Alison Ritchie
- 2006 : Game 6 : Joanna Bourne
- 2008 : Adopt a sailor :
- 2009 : Fame : Lynn Kraft
- 2019 : Jumanji: Next Level : Nora Shepherd

### Télévision
- 1986 : The Edge of Night : Member of the Whitney Dance Theatre (1981)
- 1986-1993 : Cheers : Dr. Lilith Sternin-Crane (80 épisodes)
- 1990 : Without Her Consent : Gloria Allred
- 1990 : Unspeakable Acts : Susan Maxwell
- 1992 : Wings : Dr. Lilith Sternin-Crane (1 épisode : Planes, Trains and Visiting Cranes)
- 1993 : Wild Palms : Tabba Schwartzkopf
- 1994 : Aladdin : Mirage (voix)
- 1994-2003 : Frasier (spin off de Cheers) : Dr. Lilith Sternin (12 épisodes)
- 1996 : All Dogs Go to Heaven: The Series : Anabelle (voix)
- 1999 : Dash and Lilly : Dorothy Parker
- 1999 : New York, unité spéciale (saison 1, épisode 3) : Nina Laszlo
- 2000 : Les Surprises de l'amour (Cupid & Cate) : Francesca
- 2000 : Enquêtes à la une : Nikki Masucci
- 2001 : Sounds from a Town I Love : Last Woman on Cell-Phone
- 2005 : New York, cour de justice : substitut du procureur Tracey Kiber
- 2005 : New York, unité spéciale : substitut du procureur Tracey Kiber (saison 6, épisode 20)
- 2012-2013 : The Good Wife : la juge Claudia Friend
- 2013 : Blue Bloods : Kelly Peterson (saison 4)
- 2014-2018 : Madam Secretary : Nadine Tolliver
- 2018 : The Good Fight : la juge Claudia Friend
- 2020 : The Flight Attendant : Diana Carlisle

## Voix francophones
En France
| - Caroline Beaune, (*1959 - 2014) dans (les séries télévisées) : - Frasier (1re voix, saisons 1 à 8) - New York, unité spéciale - Enquêtes à la une - Le Justicier de l'ombre - Will et Grace - The Good Wife - Blue Bloods (1re voix, saison 4) - Véronique Augereau, dans : - Aladdin (voix) - Madam Secretary (série télévisée) - Blue Bloods (série télévisée - 2e voix, saisons 8 et 9) - The Good Fight (série télévisée) - Amoureux pour toujours (téléfilm) - Micky Sébastian, dans : - The Faculty - New York, cour de justice (série télévisée) - Gaëlle Savary dans (les séries télévisées) : - Frasier (2e voix, saisons 9 à 11) - Frasier (en) | Et aussi - Laure Sabardin dans Wild Palms (mini-série) - Virginie Méry dans Infos FM (série télévisée) - Dorothée Jemma dans Pinocchio - Françoise Vatel (*1937 - 2005) dans Charlie, le conte de Noël (voix, Annabelle) - Corinne Le Poulain (*1948 - 2015) dans Charlie, le conte de Noël (voix, Belladona) - Odile Schmitt (*1956 - 2020) dans Summer of Sam - Déborah Perret dans Jumanji - Pascale Vital dans Liberty Heights - Françoise Cadol dans Dingo et Max 2 (voix) - Clara Borras dans Comment se faire larguer en dix leçons - Brigitte Virtudes dans Le Divorce - Marie-Laure Dougnac dans La Bande à Picsou (voix) - Martine Irzenski dans The Flight Attendant (série télévisée) - Cécile Florin dans Teenage Euthanasia (voix) |